# أرتور فيغا
أرتور فيغا (بالإسبانية: Arturo Vega)‏ هو مصمم جرافيك وفنان ورسام مكسيكي، ولد في 13 أكتوبر 1947 في ولاية شيواوا في المكسيك، وتوفي في 8 يونيو 2013 في نيويورك في الولايات المتحدة.